# 北島正元
北島 正元（きたじま まさもと、1912年8月7日 - 1983年11月1日）は、日本の歴史学者。東京都立大学名誉教授。専門は近世日本史。

## 人物
新潟県柏崎市生まれ。旧制長野中学（長野県長野高等学校）、松本高等学校文科乙類を卒業 し、1935年東京帝国大学文学部国史学科卒業。卒業論文は「徳川幕府直領の研究」。近世政治経済史を専攻し、1962年に「江戸幕府の権力構造」により東北大学から文学博士の学位を授与される。
1950年新潟大学助教授、1951年東京都立大学 (1949-2011)助教授、1959年同大学教授、同大学附属図書館長、1977年定年退官後は立正大学教授を務め、1983年退職。専門書のほか、一般向けの著書・編著を多く著した。墓所は所沢市所沢聖地霊園。

## 著書
- 日本近世史 三笠書房 1939
- 梅田雲浜 地人書館 1943
- 近世日本農村社会史 雄山閣 1947
- 江戸時代 岩波新書 1958
- 徳川家康 組織者の肖像 中公新書 1963
- 江戸幕府の権力構造 岩波書店 1964
- 日本の歴史 幕藩制の苦悶 中央公論社、1966 中公文庫 1974
- 水野忠邦 吉川弘文館・人物叢書 1969
- 日本の歴史 16 江戸幕府 小学館 1975
- 近世史の群像 吉川弘文館 1977
- 近世の民衆と都市 幕藩制国家の構造 名著出版 1984

## 編著・共著
- 政談 荻生徂徠（校訂） 雄山閣 1937
- 新講大日本史第6巻 江戸時代史 児玉幸多共編 雄山閣 1941
- 江戸商業と伊勢店 木綿問屋長谷川家の経営を中心として 編著 吉川弘文館 1962
- 物語藩史 第1－8巻 児玉幸多共編 人物往来社 1964－65
- 江戸幕府 その実力者たち 人物往来社 1964
- 御家騒動 人物往来社 1965
- 体系日本史叢書  政治史 2 山川出版社, 1965
- 物語藩史 第2期 第1－7巻 児玉幸多共編 人物往来社 1966
- 日本史概説 第2-3 石母田正共著 岩波書店・全書 1968
- 徳川将軍列伝 秋田書店 1974
- 江戸古地図物語 南和男共著 毎日新聞社 1975 「江戸巨大都市考」朝日文庫
- 武蔵田園簿（校訂）近藤出版社 1977
- 幕藩制国家解体過程の研究 天保期を中心に・寛永期を中心に（退官記念論文集） 吉川弘文館 1978
- 徳川家康のすべて 新人物往来社 1983
- 近世の支配体制と社会構造 吉川弘文館 1983（退職記念論文集）